# Brandkontoret
Brandkontoret er det folkelige navn på de sammenbygde huse Aglaurus 1 & 2, også kaldet Rosenadlerska- och Collinska huset, på Mynttorget 4 i Gamla Stan centralt i Stockholm. Karréen rummede fra begyndelsen af 1800-tallet Stockholms stads brandförsäkringskontor, der har lagt navn til bygningen. Karréen Aglaurus er værnet som byggnadsminne.